# Chris Spedding
Chris Spedding (Staveley, 17 giugno 1944) è un chitarrista inglese.
Celebre come turnista, ebbe anche una lunga carriera solista. È anche produttore discografico.
Nel 1975 il suo singolo Motor Bikin' si piazzò alla posizione numero 14 delle classifiche inglesi.

## Discografia
- Our Point of View (1969) con il Frank Ricotti Quartet
- Songs Without Words  (1970)
- Nilsson Schmilsson (1971) con Harry Nilsson
- Backwood Progression (1971)
- Son of Schmilsson (1972) con Harry Nilsson
- Only Lick I Know (1972)
- Chris Spedding (UK) (1975)
- Hurt (1977)
- Guitar Graffiti (1978)
- I'm Not Like Everybody Else (1980)
- Friday the 13th (1981)
- Enemy Within (1986)
- Cafe Days (1990)
- Just Plug Him In! (1991)
- Gesundheit! (1995)
- One Step Ahead of the Blues (2002)
- Click Clack (2005)
- It's Now or Never (2007)
- Pearls (2011)
- Joyland (2015)